# Liste des sénateurs de l'Ariège
Voici la liste des sénateurs de l'Ariège, département dans lequel il y a un seul siège.

## Sénateurs de l'Ariège sous laVeRépublique
| Période          | Période          | Sénateur            | Parti | Parti    | Groupe | Groupe |
| ---------------- | ---------------- | ------------------- | ----- | -------- | ------ | ------ |
| 26 avril 1959    | 1er octobre 1980 | Jean Nayrou         |       | SFIO, PS |        | SOC    |
| 1er octobre 1980 | 1er octobre 1998 | Germain Authié      |       | PS       |        | SOC    |
| 1er octobre 1998 | 1er octobre 2014 | Jean-Pierre Bel     |       | PS       |        | SOC    |
| 1er octobre 2014 | 1er octobre 2020 | Alain Duran         |       | PS       |        | SOC    |
| 1er octobre 2020 | en cours         | Jean-Jacques Michau |       | PS       |        | SOC    |

## Sénateurs de l'Ariège sous laIVeRépublique
| Période         | Période         | Sénateur        | Parti | Parti | Groupe | Groupe |
| --------------- | --------------- | --------------- | ----- | ----- | ------ | ------ |
| 8 décembre 1946 | 7 novembre 1948 | Aimé Molinié    |       | PCF   |        | COM    |
| 7 novembre 1948 | 19 juin 1955    | Henri Assaillit |       | SFIO  |        | SOC    |
| 19 juin 1955    | 26 avril 1959   | Jean Nayrou     |       | SFIO  |        | SOC    |

## Sénateurs de l'Ariègesous laIIIeRépublique
- Frédéric Arnaud de 1876 à 1878
- Jean-Baptiste Vigarosy de 1876 à 1890
- Louis Charles Laborde de 1879 à 1880
- Clément Anglade de 1880 à 1881
- Paul Frezoul de 1882 à 1912
- Jacques Bordes-Pages de 1890 à 1894
- Auguste Delpech de 1894 à 1912
- Henri Bernère de 1912 à 1914
- Georges Reynald de 1912 à 1930
- Eugène Pérès de 1914 à 1930
- Paul Laffont de 1930 à 1944
- Joseph Rambaud de 1930 à 1945